# Rudrapur (Uttar Pradesh)
Rudrapur è una suddivisione dell'India, classificata come nagar panchayat, di 28.324 abitanti, situata nel distretto di Deoria, nello stato federato dell'Uttar Pradesh.